# Radu Păltineanu
Radu Păltineanu (n. 23 ianuarie 1989, Iași, România) este un explorator și speaker motivațional, cunoscut ca fiind primul român care a traversat continentele americane pe bicicletă, o performanță care i-a adus în 2018 titlul de „Aventurierul European al anului”.
Adrenalina necunoscutului și dorința de explorare prin mijloace nemotorizate l-au condus pe Radu către cele din urmă zone sălbatice de pe Terra. Astfel, seria de expediții a continuat cu traversarea arhipelagului neozeelandez la pas și pe bicicletă, iar mai apoi cu explorarea pe tricicletă orizontală a celor mai sălbatice colțuri ale Australiei.
În prezent Radu pregătește o nouă expediție de traversare a zece dintre cele mai mari insule ale lumii în încercarea de a explora și documenta ultimele zone sălbătice din lume.

### Cycle The Americas (2015 - 2018)

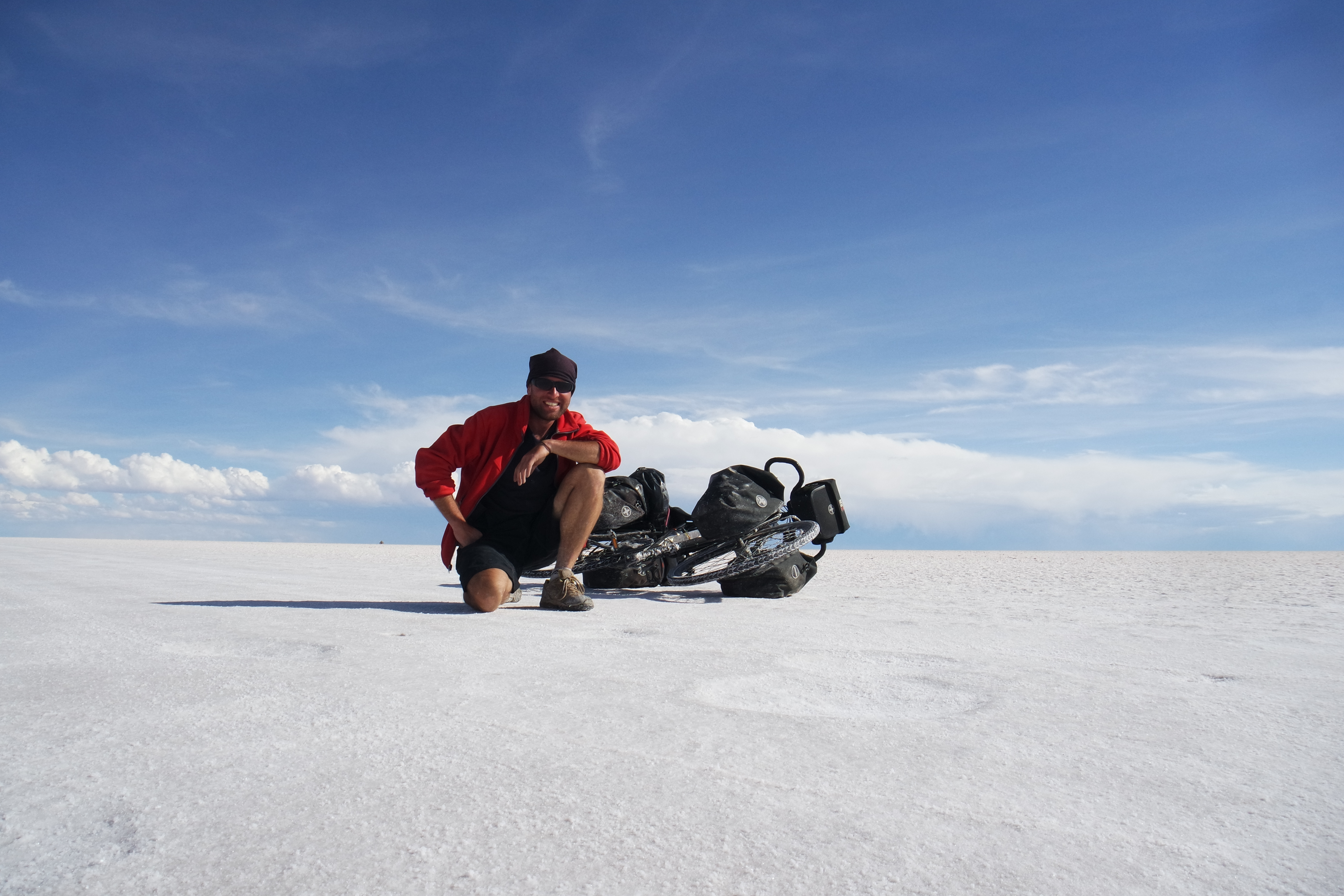
Salar de Uyuni, Bolivia, ianuarie 2018.

### Traversarea Noii Zeelande (2020 - 2021)

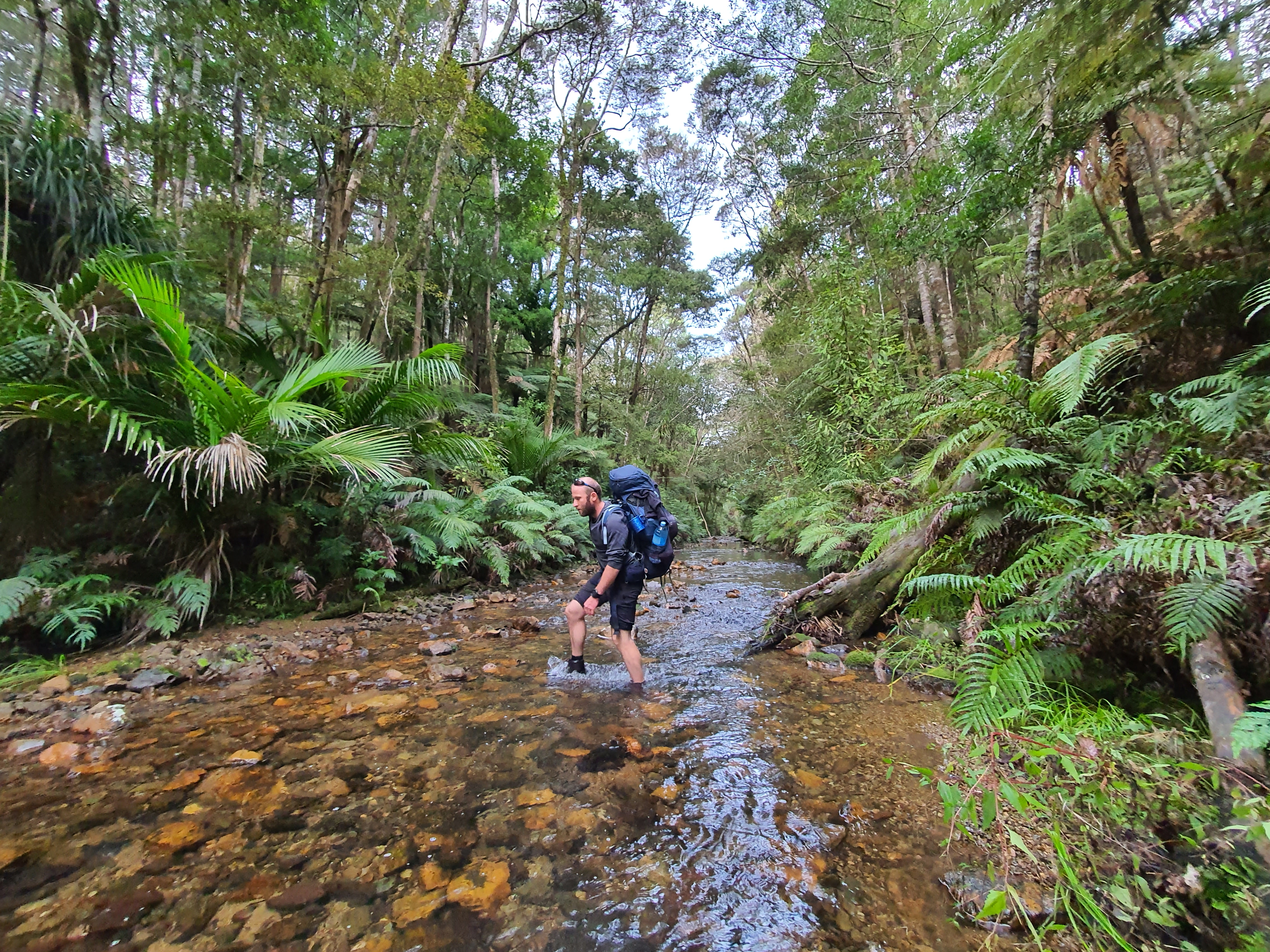
Insula de Nord a Noii Zeelande, iunie 2020.

### Traversarea Australiei (2021 - 2023)

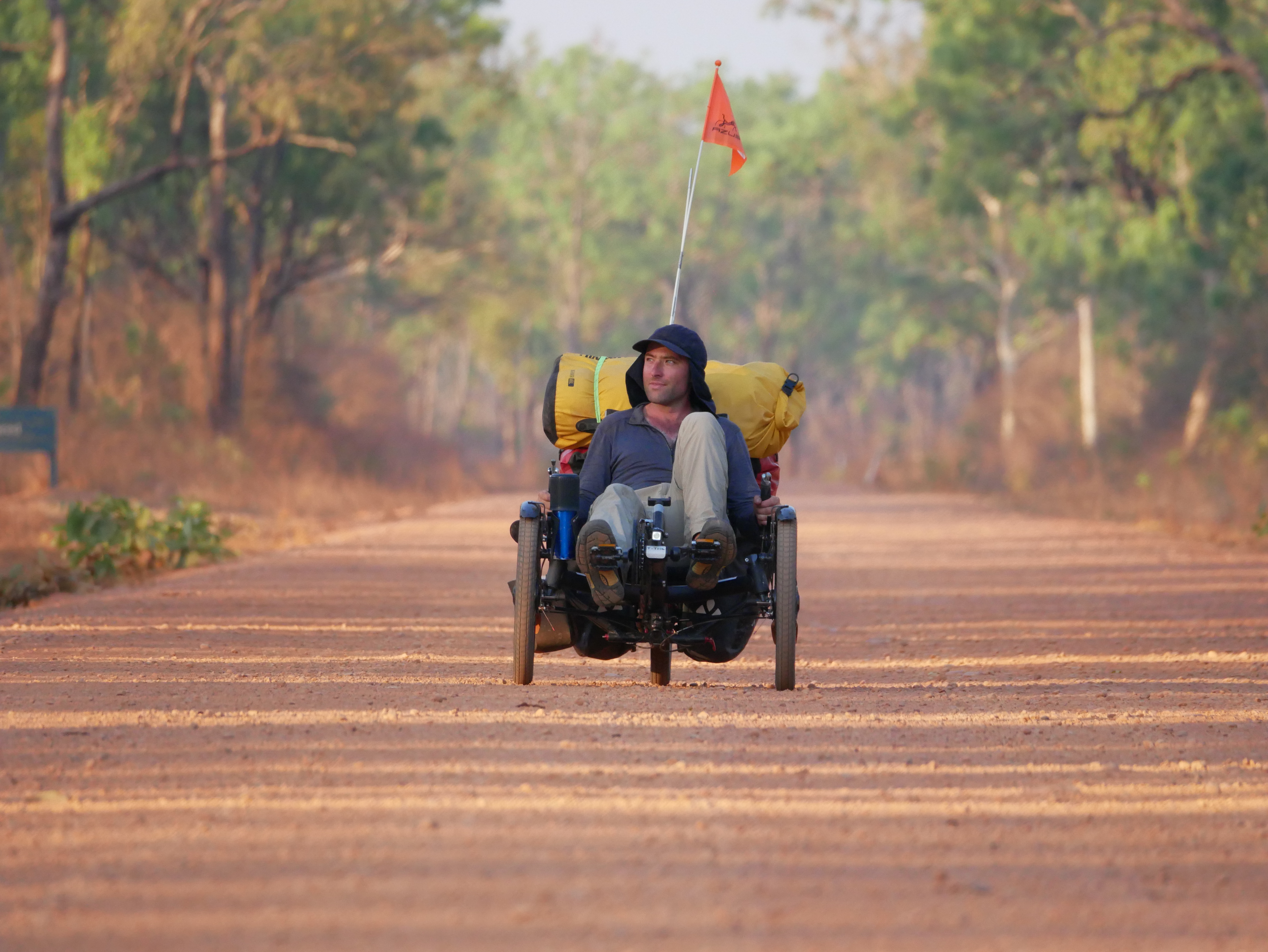
Peninsula Capului York, noiembrie 2021.